# Kertész Dezső

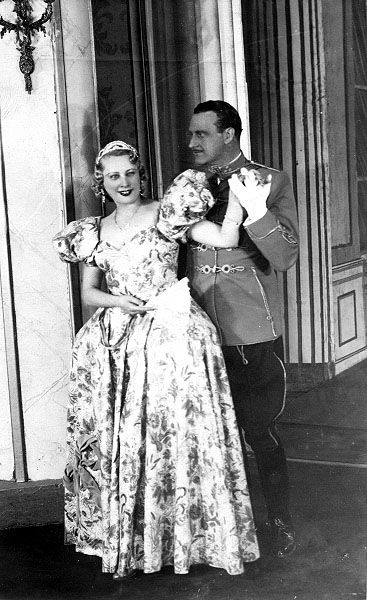
Honthy Hannával A balerina című előadáson

Kertész Dezső (Desider Kertesz) (Békés, 1890. szeptember 2. – Budapest, 1965. október 18.) színész, színházigazgató.

## Életpályája
Kertész Gábor cipész és Kelemen Ida fia. Iskoláit Aradon végezte, majd Budapesten Pethes Imre tanította. Először Krecsányi Ignác társulatának tagja volt. 1908–1909 között Aradon volt színész. 1909–1911 között Győrben játszott. 1911–1912 között Sopronban lépett fel. 1912–1914 között a buda-temesvári társulat tagja volt. 1914-ben Pozsonyban és Szombathelyen is fellépett. 1915–1926 között – megszakításokkal – a Vígszínház tagja volt. 1929. november 6-án Budapesten, a Terézvárosban házasságot kötött Vaály Ilona színésznővel. 1929–1932 között a Király Színház tagja volt. 1933–1934 között, valamint 1943–1944 között a Fővárosi Operettszínház tagja volt. 1934–1936 között a Pesti Magyar Színház színművésze volt. 1938–1940 között a Royal Színház igazgató-színésze volt. 1940–1941 között Sopronban és Pécsett játszott. 1941–1942 között a Szegedi Nemzeti Színház színésze volt. 1942–1943 között a Vidám Színpad tagja volt. 1945-ben a Belvárosi Színház színpadán is játszott. 1945–1951 között szilenciumra ítélték. 1953–1955 között a kecskeméti Katona József Színház tagja volt. 1958-tól a József Attila Színház tagja volt. Főként bariton szerepeket játszott.
Sírja a Rákoskeresztúri temetőben található.

## Színházi szerepei
A Színházi Adattárban regisztrált bemutatóinak száma: 30.
- Romasov: Égő híd....Sztrizsakov
- Mikszáth Kálmán: A Noszty fiú esete Tóth Marival....Noszty Pál
- Vailland: Foster ezredes bűnösnek vallja magát....Hitchcock ezredes
- Lavrenyov: A szabadság hajnala (Leszámolás)....Uszpenszkij
- Lehár Ferenc: Vándordiák (Garabonciás)....Draghy Péter
- Klíma: A szerencse nem pottyan az égből....Cizl
- Lehár Ferenc: Luxemburg grófja....Lord Lanchester
- Schiller: Ármány és szerelem....Von Kalb
- Jacobi Viktor: Leányvásár....Harrison
- Mikszáth-Hubay: A beszélő köntös....Szűcs János
- Kálmán Imre: Montmartre-i ibolya....Rotschild báró
- Scribe: Egy pohár víz....Bolingbroke
- Kálmán Imre: Csárdáskirálynő....Kerekes Ferkó
- Szirmai Albert: Mágnás Miska....Korláthy gróf
- Sauvajon: Szép kis família....Frederic Varescot
- Anouilh: Találka Párizs mellett....Apa
- Callegari: Megperzselt lányok....Gino
- Fejér István: Bekötött szemmel....Simay-Grodeck Béla
- Capek: Emilia Marty titka (A Makropulos ügy)....Hauk-Sendorf
- Lope de Vega: A kertész kutyája....Ludovico
- Czizmarek-Nádassi-Semsei: Érdekházasság....Timár
- Sardou: A szókimondó asszonyság....Despreaux
- Rozov: Felnőnek a gyerekek....Averin professzor
- Kállai István: Ugorj ki az ablakon....Szilvássy Arnold
- Gozzi: Turandot hercegnő....Timur
- Shaw: Szelíd emberek....A bíró
- Dumas: A három testőr....id. D'Artagnan
- Kállai István: Férjek a küszöbön....Dr. Tarlós
- Szomory Dezső: II. József....Egy öreg
- Bulgakov: Fehér karácsony....Német katonaorvos

### Egyéb színházi szerepei
- Shaw: Pygmalion....Freddy
- Molnár: A hattyú....Ági Miklós
- Csehov: Három nővér....Tusenbach
- Feydeau: Osztrigás Mici....Corignan hadnagy
- Ábrahám Pál: Viktória....John Webster
- Ábrahám Pál: Hawaii rózsája....Harold Stone
- Duval: Zenebona....André
- Ábrahám Pál: Az utolsó Verebély-lány....Dorozsmay
- Bródy Sándor: A tanítónő....Tanító
- Molnár Ferenc: Az ördög....János
- Ábrahám Pál: Mese a Grand Hotelben... Albert szobapincér

## Filmjei

### Színészként
- Szulamit (1916)
- A falu rossza (1916)
- Három hét (1917)
- A szentjóbi erdő titka (1917) ... Elsner Pál
- Anna Karenina (1918)
- A táncosnő (1918)
- A papagáj (1918)
- Drakula halála (1921)
- Az orvos titka (1930)
- Vica, a vadevezős (1933)
- A papucshős (1938)
- Estélyi ruha kötelező (1942)
- Őrségváltás (1942)
- Csalódás (1943)

### Rendezőként
- Az elrabolt királyfi (1923)